# Adiós Tiberíades
Adiós Tiberíades (en árabe: باي باي طبريا‎, romanizado: Bāy Bāy Ṭabariyya) es un documental palestino de 2023 dirigido por Lina Soualem, escrito por Soualem y Nadine Naous, en colaboración con Gladys Joujou. Sigue a Hiam Abbass, que abandona su aldea natal de Deir Hanna, en Baja Galilea, Israel, para perseguir su sueño de convertirse en actriz, dejando atrás a su madre, su abuela y sus hermanas. Abbass regresa a su pueblo con su hija Soulaem para explorar las decisiones de su madre y la influencia de su familia.
Tuvo su estreno mundial en el Festival de Cine de Venecia 2023 en la sección Giornate degli Autori.

## Premisa
Hiam Abbass abandona su pueblo natal de Deir Hanna, en la Baja Galilea, Israel  para perseguir su sueño de convertirse en actriz, dejando atrás a su madre, su abuela y sus hermanas. Abbass regresa a su aldea con su hija, Lina Soulaem, para explorar las elecciones de su madre y la influencia familiar.

## Producción
En octubre de 2020, se anunció que Lina Soualem dirigiría un documental sobre su madre, Hiam Abbass, y la película recibiría subvenciones de Arte, Doha Film Institute y el Fondo Árabe para las Artes y la Cultura.

## Estreno
La película se estrenó mundialmente en el Festival de Cine de Venecia 2023, en la sección Giornate degli Autori. También se proyectó en el Festival de Cine de Toronto 2023. También se proyectó en el BFI London Film Festival 2023, donde recibió el Premio Grierson al mejor documental.

## Recepción
En el sitio web agregador de críticas Rotten Tomatoes, el 100% de las 14 reseñas de los críticos son positivas, con una puntuación media de 7,8/10.